# Tuyên ngôn của Đảng Cộng sản

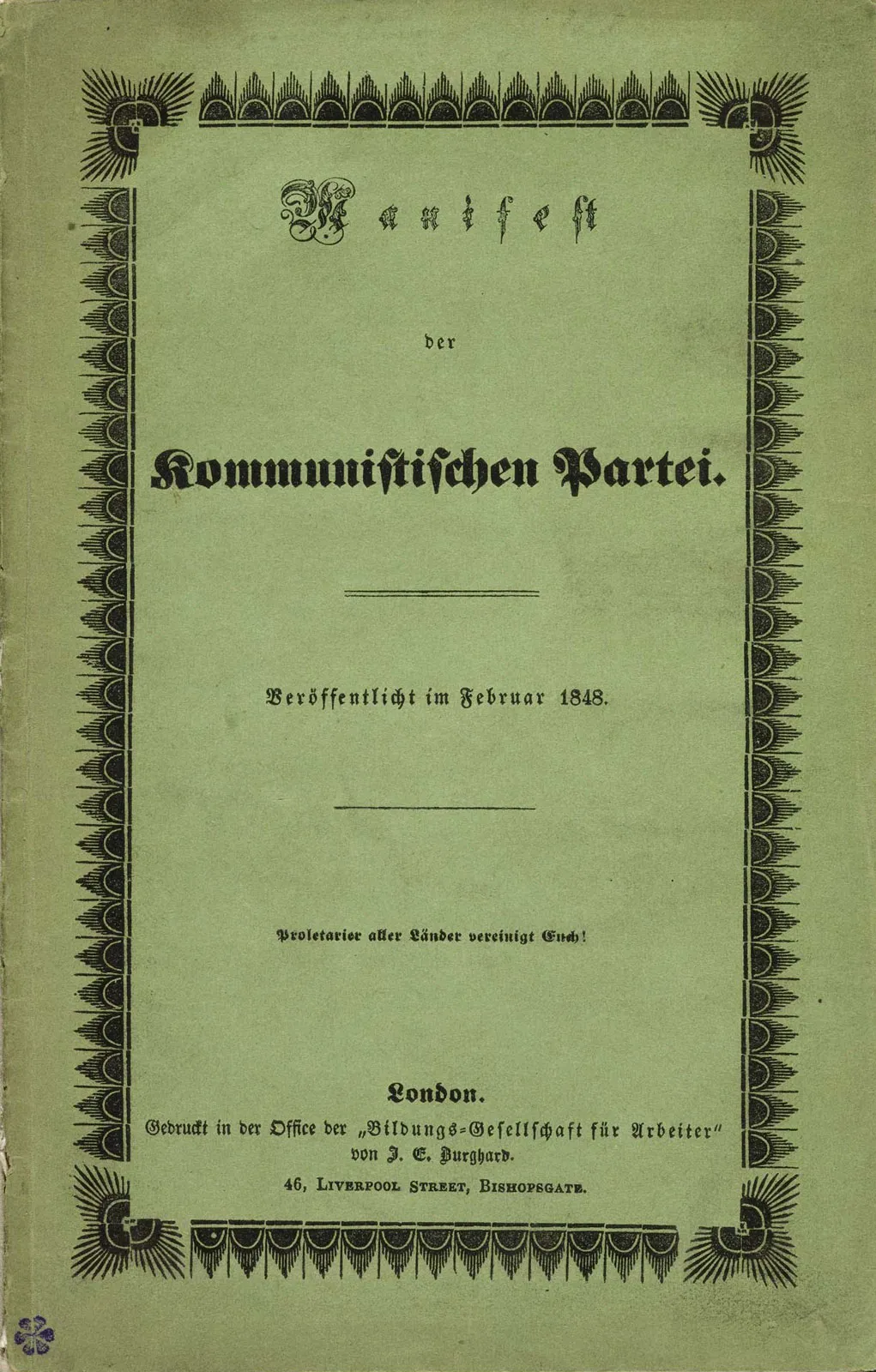
Ấn bản đầu tiên bằng tiếng Đức của Tuyên ngôn Đảng cộng sản

Tuyên ngôn của Đảng Cộng sản (tiếng Đức: Das Manifest der Kommunistischen Partei; tiếng Anh: The Communist Manifesto), là một tài liệu chính trị được các nhà triết học Đức Karl Marx và Friedrich Engels viết ra.
Được ủy quyền bởi Liên đoàn Cộng sản và ban đầu đã xuất bản ở Luân Đôn đúng lúc phong trào cách mạng 1848 ở châu Âu đã bắt đầu bùng nổ, Tuyên ngôn sau đó được công nhận như một trong những tài liệu chính trị ảnh hưởng nhất thế giới. Nó trình bày một phương pháp mang tính phân tích tới các khái niệm gọi là đấu tranh giai cấp (trong lịch sử xa xưa và hiện tại—vào thời điểm đó) và xung đột của chủ nghĩa tư bản và phương thức sản xuất tư bản chủ nghĩa, thay vì một dự đoán của hình thái tiềm năng tương lai của chủ nghĩa cộng sản.
Tuyên ngôn của Đảng cộng sản tóm tắt lý thuyết của Marx và Engels về bản chất của xã hội và chính trị, cụ thể rằng:lịch sử của tất cả xã hội từ trước tới này là lịch sử của đấu tranh giai cấp. Nó cũng tóm tắt nét đặc trưng những ý tưởng của họ về việc làm thế nào xã hội tư bản của thời đại sẽ cuối cùng bị thay thế bằng xã hội chủ nghĩa. Trong đoạn kết của Tuyên ngôn, các tác giả kêu gọi việc dùng bạo lực lật đổ toàn bộ tình trạng xã hội hiện hành, và đoạn văn này đã trở thành một lời kêu gọi thực hiện cách mạng cộng sản khắp thế giới.
Năm 2013, Tuyên ngôn của Đảng cộng sản được đăng kí vào danh sách Memory of the World Programme của UNESCO cùng với tập I quyển Tư bản của Marx.

## Tổng quan

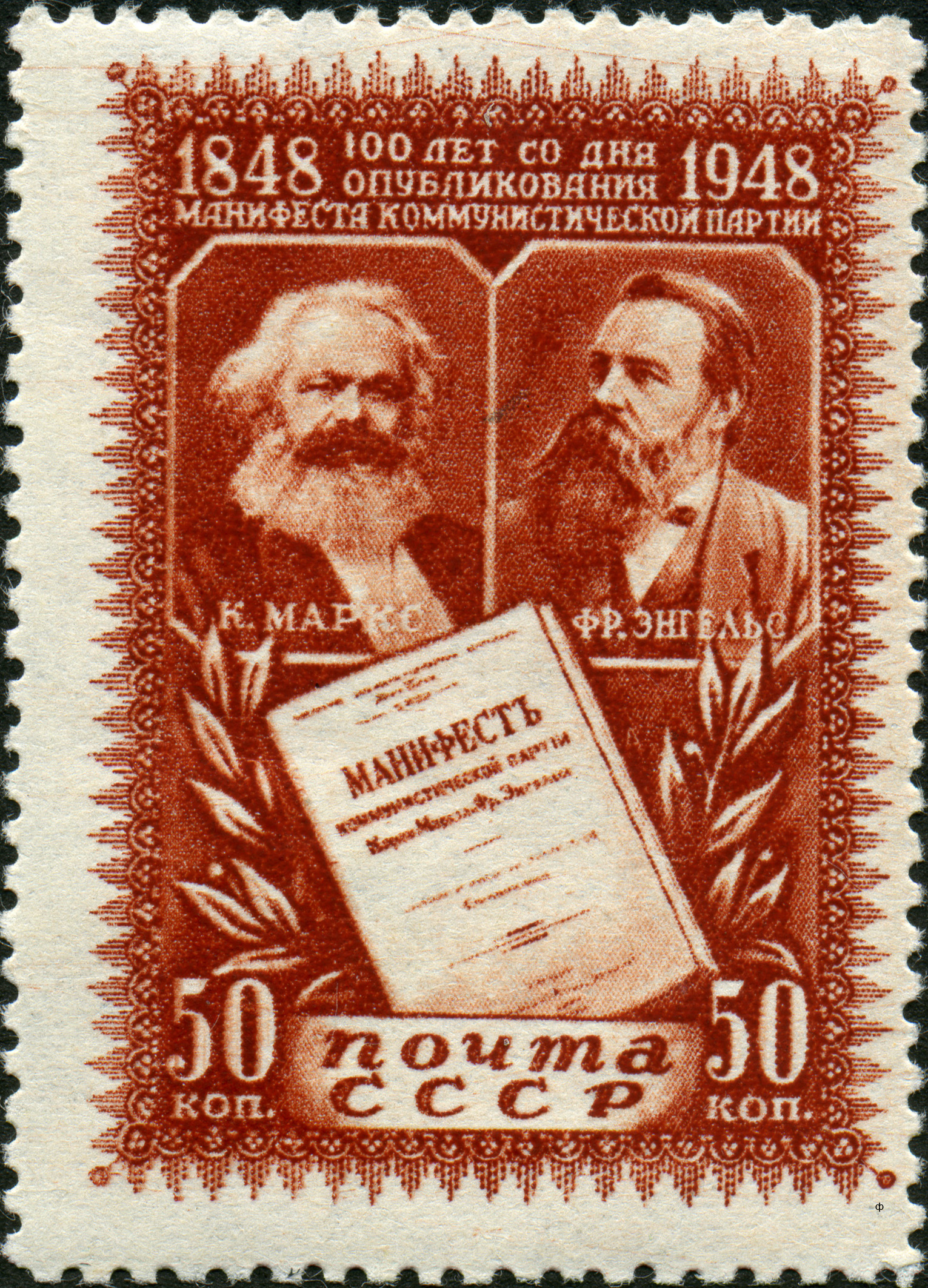

Tuyên ngôn của Đảng cộng sản được chia thành một phần dạo đầu và bốn phần, cuối mỗi phần này là một kết luận ngắn. Phần mở đầu bắt đầu bởi tuyên bố: 1 bóng ma đang ám châu Âu - bóng ma của Chủ nghĩa Cộng sản. Tất cả cường quốc của châu Âu già cỗi đã gia nhập thành một liên minh thần thánh để xua đuổi bóng ma đó. Vạch ra rằng các đảng phái khắp mọi nơi, bao gồm những người trong chính phủ và những người trong phe đối lập, đã gắn mác điều sỉ nhục về Chủ nghĩa Cộng sản., các tác giả suy diễn từ đó rằng các cường quốc thừa nhận rằng Chủ nghĩa Cộng sản là một thế lực. Sau đó, phần mở đầu cổ vũ những người Cộng sản công khai tuyên bố quan điểm của họ và những ý định, để phải có một Tuyên ngôn của đảng của mình để đập lại câu chuyện hoang đường về bóng ma Cộng sản.
Phần thứ nhất của Tuyên ngôn, Tư sản và Vô sản, giải thích theo chủ nghĩa duy vật lịch sử, rằng lịch sử của xã hội từ trước đến nay là lịch sử của đấu tranh giai cấp. Xã hội luôn vận hành dưới hình thức của một nhóm đa số bị áp bức bị bóc lọt dưới ách của một nhóm thiếu số áp bức.
Trong Chủ nghĩa Tư bản, giai cấp Công nhân công nghiệp, hay vô sản, chiến đấu trong xung đột giai cấp chống lại chủ nhân của phương tiện sản xuất - giai cấp Tư sản. Cũng như trước đây, sự đấu tranh này sẽ kết thúc trong một cuộc cách mạng mà tổ chức lại xã hội, hoặc hủy hoại chung của đấu tranh giai cấp. Giai cấp Tư sản, thông qua cách mạng hóa không ngừng của sự sản xuất và sự xáo trộn không ngừng của tất cả điều kiện xã hội, đa nổi lên như giai cấp quan trọng nhất trong xã hội, lấn chiếm tất cả quyền lực cũ của Chủ nghĩa Phong kiến (feualism). Tư sản liên tục bóc lột giai cấp Vô sản đối với sức lao động của họ, tạo ra lợi nhuận cho bản thân họ và tích lũy- vốn (capital). Tuy nhiên, làm như vậy giai cấp Tư sản cư xử như đào mồ chôn cho chính nó; giai cấp Vô sản không thể tránh khỏi việc trở nên có ý thức về năng lực của họ và lên nắm chính quyền thông qua cách mạng, lật đổ giai cấp tư sản.
Những người Vô sản và những người Cộng sản, phần thứ hai, bắt đầu bởi mối quan hệ của ý thức người Cộng sản tới phần còn lại của giai cấp công nhân. Đảng của người Cộng sản sẽ không đối địch với những đảng phái giai cấp công nhân khác, nhưng không giống họ, nó sẽ bày tỏ ý chí chung (tiếng Anh: general will) và bảo vệ những lợi ích chung của toàn thể giai cấp vô sản thế giới, độc lập của tất cả các dân tộc. Phần này tiếp tục bảo vệ chủ nghĩa cộng sản từ những sự phản đối khác nhau, bao gồm việc bác bỏ những tuyên bố rằng chủ nghĩa cộng sản ủng hộ mãi dâm hoặc không khuyến khích người dân lao động. Phần thứ hai kết thúc bởi việc phác thảo 10 yêu cầu ngắn hạn để cải thiện đời sống của người lao động, Marx lưu ý rằng "Trong những nước khác nhau, những biện pháp ấy dĩ nhiên sẽ khác nhau rất nhiều. Nhưng đối với những nước tiên tiến nhất thì những biện pháp sau đây sẽ có thể áp dụng khá phổ biến":
- Bãi bỏ sở hữu tư nhân ruộng đất và trao nộp tô vào quỹ chi tiêu của nhà nước.
- Áp dụng thuế lũy tiến cao (để phân phối lại thu nhập của nhóm thượng lưu).
- Xoá bỏ quyền thừa kế
- Tịch thu tài sản của tất cả những kẻ lưu vong và tất cả những kẻ phiến loạn
- Tập trung tín dụng vào tay nhà nước thông qua một ngân hàng quốc gia với tư bản của nhà nước và ngân hàng này sẽ nắm độc quyền hoàn toàn.
- Tập trung tất cả các phương tiện vận tải vào trong tay nhà nước.
- Tăng thêm số công xưởng nhà nước và công cụ sản xuất; khai khẩn đất đai để cấy cầy và cải tạo ruộng đất trong một kế hoạch chung.
- Thực hành nghĩa vụ lao động đối với tất cả mọi người, tổ chức các đạo quân công nghiệp, đặc biệt là nông nghiệp.
- Kết hợp nông nghiệp, thi hành những biện pháp nhằm làm mất dần sự khác biệt giữa thành thị và nông thôn
- Giáo dục công cộng và miễn phí cho tất cả các trẻ em. Xoá bỏ việc sử dụng trẻ em làm trong các khu công xưởng. Kết hợp giáo dục với sản xuất vật chất...

Phần thứ 3, Văn học người cộng sản và Chủ nghĩa- xã hội, phân biệt chế độ cộng sản với chủ nghĩa xã hội thịnh hành khác tại thời bấy giờ- những học thuyết được phân loại như Chủ nghĩa xã hội phản động (Reactionary Socialism); Đảng bảo thủ hoặc Chủ nghĩa xã hội tư sản; và Chủ nghĩa xã hội phê bình không tưởng và Chủ nghĩa xã hội. Trong khi mức độ của sự trách móc về phía đối thủ khác nhau, tất cả bị gạt bỏ cho sự ủng hộ chủ nghĩa cải lương và việc thất bại để thừa nhận vai trò cách mạng nổi bật của giai cấp - công nhân.Vị trí của người-cộng sản trong mối quan hệ tới nhiều Đảng đối lập, phần kết luận Tuyên ngôn, tóm tắt những thảo luận vị trí người cộng sản ở những xung đột trong những quốc gia riêng biệt trong giữa thế kỉ 19 như Pháp, Thụy Điển, Phần Lan và Đức, điều cuối cùng là đêm trước của một cuộc cách mạng tư sản và tiên đoán rằng một cuộc cách mạng-thế giới sẽ sớm theo sau. Nó kết thúc bởi tuyên bố liên minh với Đảng xã hội dân chủ, dũng cảm ủng hộ những người cộng sản cách mạng khác và kêu gọi cho hành động hợp nhất vô sản thế giới-"Working Men of All Countries, Unite!" (những người công nhân của tất cả các nước, đoàn kết lại!.

## Việc soạn thảo

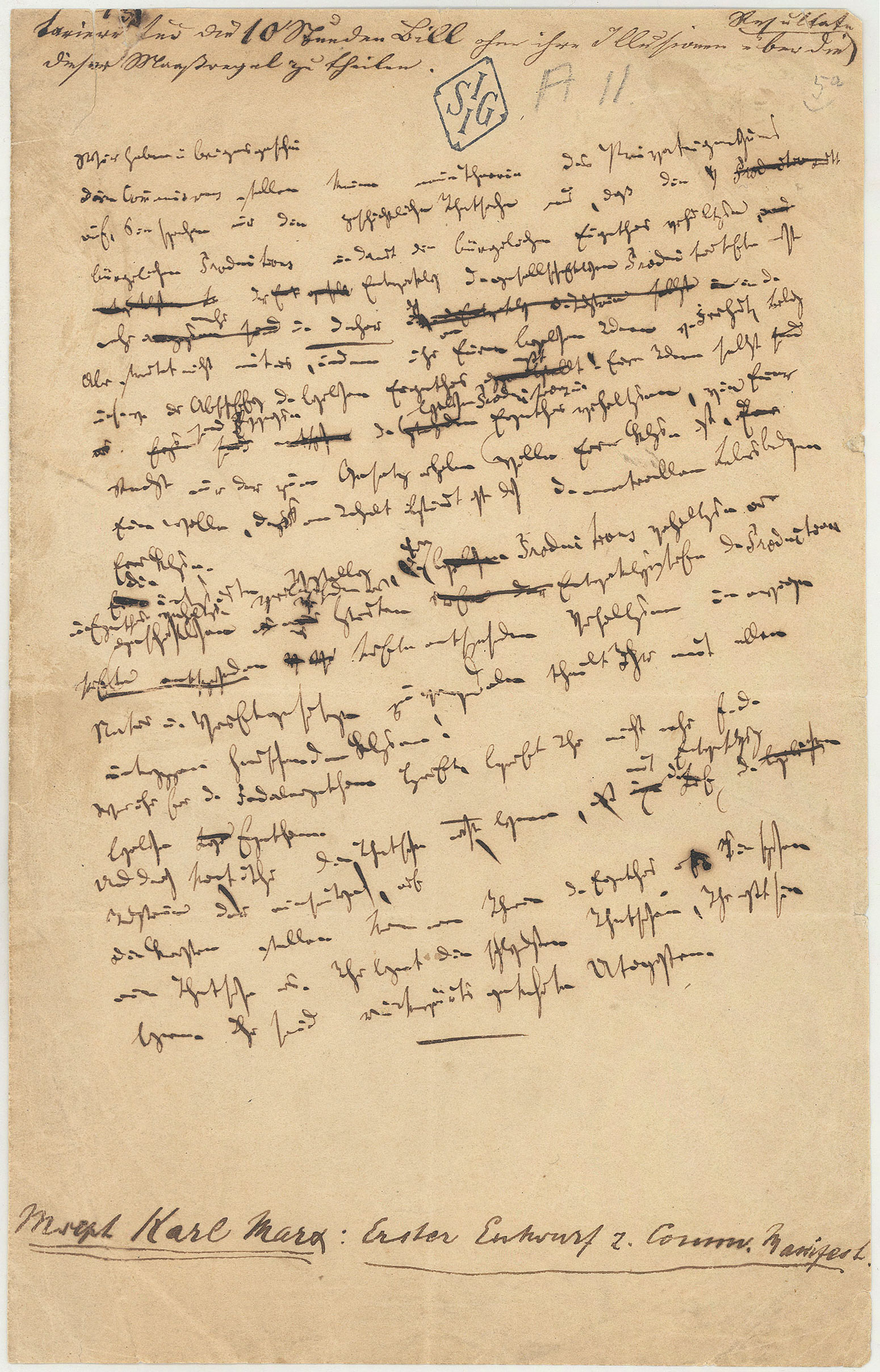
Chỉ một trang còn giữ lại được từ bản thảo đầu tiên của bản Tuyên ngôn, được viết tay bởi Karl Marx

Mùa xuân 1847, Marx và Engels gia nhập tổ chức League of the Just (Liên đoàn của Công lý), những người mà bị thuyết phục nhanh chóng bởi ý tưởng của cặp đôi  về sự phán đoán chủ nghĩa cộng sản. Tại Hội nghị thứ nhất 2-9 tháng 6, Liên đoàn giao nhiệm vụ Engels với việc soạn thảo một tuyên xưng đức tin, nhưng như một văn bản đã được thấy rằng không thích hợp công bố, tổ chức không đối đầu. Engles mặc dù vậy đã viết Bản phác thảo của một Tuyên xưng cộng sản về đức tin, chi tiết chương trình Liên đoàn. Một vài tháng sau, trong tháng 10, Engels đã đến chi nhánh Liên đoàn tại Paris để thấy rằng Moses Hess-người đã viết một tuyên ngôn không phù hợp cho tổ chức, bây giờ được gọi là League of Communists (Liên đoàn Cộng sản). Trong sự vắng mặt của Hess, Engles nghiêm khắc phê bình tuyên ngôn này, và thuyết phục phần còn lại của Liên đoàn để giao phó ông viết một bản soạn thảo mới. Bản đó đã trở thành bản thảo Những nguyên tắc của chủ nghĩa cộng sản, được miêu tả như ít hơn của một tín điều và nhiều hơn của một trang bài thi.
Vào 23/11, chỉ trước khi Hội nghị Liên đoàn Cộng sản lần 2 (29/11-8/12/1847), Engels đã viết thư tới Marx,bày tỏ khao khát tránh xa định dạng sách giáo lí Cơ đốc-theo kiểu vấn đáp mà thiên về bản tuyên ngôn, bởi vì ông đã cảm thấy nó phải chứa một số lịch sử. Vào ngày 28, Marx và Engeles đã gặp tại Ostend-Bỉ, và một vài ngày sau, họp mặt tại Soho, trụ sở chính ở Luân Đôn của Hiệp hội giáo dục của Công nhân Đức để có mặt tại Hội nghị. Qua 10 ngày sau, tranh luận dữ dội đã nổ ra giữa người viên chức Liên đoàn; Marx cuối cùng thống trị những người khác và vượt quachống đối cứng nhắc và kéo dài, trong lời của Harold Laski, đã bảo đảm một đa số cho chương trình của ông. Liên đoàn vì vậy nhất trí chấp nhận một nghị quyết hiếu chiến hơn nghị quyết tại Hội nghị thứ nhất vào tháng 6. Marx (đặc biệt) và Engels sau đó được ủy nhiệm để thảo một bản tuyên ngôn cho Liên đoàn.
Trong thời gian trở lại Brussels, Marx đã tham gia trì hoãn không ngừng, theo người viết tiểu sử của ông Francis Wheen. Làm việc chỉ từng đợt lên Bản tuyên ngôn, ông đã dành nhiều thời gian diễn thuyết kinh tế-chính trị tại Hiệp hội giáo dục công nhân Đức, viết báo cho tờ Deutsche-Brüsseler-Zeitung, và đọc một diễn văn dài về tự do-thương mại. Theo đó, ông đã dành một tuần (17-26 tháng 1/1848) ở Ghent để thành lập một chi nhánh của Hiệp hội Dân chủ tại đó. Sau đó, không nghe tin tức Marx trong gần 2 tháng, Ủy ban Trung tâm của Liên đoàn Cộng sản đã gửi ông một tối hậu thư vào 24 hoặc 26 tháng 1, yêu cầu ông đệ trình bản thảo hoàn thành khoảng ngày 1 tháng 2. Sự làm phiền này đã thúc đẩy Marx, người đấu tranh để làm việc mà không có thời hạn, và ông dường như đã vội vàng hoàn thành công việc kịp thời. Để chứng minh điều này, nhà sử học Eric Hobsbawm chỉ ra rằng không có bản nháp thô, chỉ có một trang trong số đó còn tồn tại.
Tất cả, Tuyên ngôn đã được viết khoảng 6-7 tuần. Tuy nhiên, Engels được tin như một đồng tác giả, bản thảo cuối cùng được viết bởi Marx. Từ thư ngày 26 tháng 1, Laski suy đoán rằng Liên đoàn cộng sản đã cân nhắc Marx là người soạn thảo duy nhất và ông chỉ là tác nhân của họ, sắp thay thế. Thêm nữa, bản thân Engels đã viết trong 1883: những ý tưởng cơ bản xuyên qua Tuyên ngôn...thuộc về chỉ duy nhất, riêng cho của Marx. Tuy nhiên Laski không đồng ý, ông gợi ý rằng Engels coi nhẹ đóng góp của ông với đặc trưng khiêm tốn và chỉ ra: giống nhau gần gũi giữa thực chất của nó và nội dung của Nguyên tắc của Đảng cộng sản. Laski đồng ý rằng trong khi viết Tuyên ngôn, Marx đã phác thảo từ góp chung của những ý tưởng.